# A’ Studió Futsal Nyíregyháza
Az A’ Studió Futsal Nyíregyháza egy magyar futsalklub Nyíregyházáról, amely a magyar futsalbajnokság első osztályában szerepel.

## Csapat 2025/26

### Játékosok[1]
| #  | Ország | Név                                |
| -- | ------ | ---------------------------------- |
| 7  | HUN    | Fekete Gábor                       |
| 9  | AZE    | Emanoel João Rodrigues (Maneca)    |
| 10 | BRA    | João Paulo Rodrigues (Pulguinha)   |
| 13 | HUN    | Bazsányi Péter (K)                 |
| 14 | ROU    | Hadnagy István                     |
| 17 | HUN    | Makó Milán                         |
| 19 | HUN    | Harmati Tamás                      |
| 20 | HUN    | Rafael Henrique Da Silva (Rafinha) |
| 22 | HUN    | Alasztics Marcell (K)              |
| 28 | HUN    | Vatamaniuc-Bartha Dávid            |
| 33 | HUN    | Dávid Richárd István               |
| 78 | HUN    | Gagyi Sándor (K)                   |
| 83 | HUN    | Sós Sándor                         |

### Szakmai stáb[2]
| Kinevezés           | Ország | Név                    |
| ------------------- | ------ | ---------------------- |
| Elnök               | HUN    | Hepp Tamás             |
| Vezetőedző          | HUN    | Lovas Norbert          |
| Rehabilitációs edző | HUN    | Laczovics Attila       |
| Gyógytornász        | HUN    | Heimné Szabó Annamária |
| Masszőr             | HUN    | Szabó Gábor            |

## Eredmények

### Helyezések a bajnokságban
| Szezon    | Bajnokság neve                               | Helyezés |
| --------- | -------------------------------------------- | -------- |
| 2017/2018 | Férfi Futsal NB III. Szabolcs megyei csoport | 4.       |
| 2018/2019 | Férfi Futsal NB III. Szabolcs megyei csoport | 9.       |
| 2019/2020 | Férfi Futsal NB III. Szabolcs megyei csoport | -        |
| 2020/2021 | Férfi Futsal NB III. Szabolcs megyei csoport | 1.       |
| 2021/2022 | Férfi Futsal NB II. Keleti csoport           | 2.       |
| 2022/2023 | Férfi Futsal NB I.                           | 8.       |
| 2023/2024 | Férfi Futsal NB I.                           | 3.       |
| 2024/2025 | Férfi Futsal NB I.                           | 3.       |